# Ваш (остров)
Ваш (фр. Île à Vache — Коровий остров) — небольшой остров длиной 13 км, шириной 3,2 км и площадью около 52 км², находящийся к юго-западу от острова Гаити. Входит в состав Южного департамента Гаити (округ Ле Ке).

## География
Западная часть острова — возвышенная, в то время как восточная часть является болотистой — там находится один из крупнейших мангровых лесов в Гаити.

## Туризм
Остров является одним из самых популярных туристических мест в Гаити: на нём находятся два туристических курорта: Порт Морган и Абака-Бей.